# Биатлон на Зимским олимпијским играма 1980.
Такмичење у биатлону на Зимским олимпијским играма 1980. у Лејк Плесиду, у САД, одржано је од 16. до 22. фебруара 2014. на Олимпијском комплексу за скијашко трчање и биатлон. Сатојало се од три биатлонске дисциплине: појединачно, спринту и штафети све у мушкој конкуренцији.Ове године биатлон је био шести пут на олимпијском програму.
Најуспешнији је би Совјетски савез, чији су такмичари освојили четири медаље, две златне, једну сребрну и једну бронзану. Најјуспешнији такмичар био је представник Совјетског Савеза Анатолиј Аљабјев са три медаље и то две златне и једном бронзаном. Због одржавања олимпијских игара, ове године није одржано Светско првенство у биатлону, а резултати са олимпијских виатлонских дисциплина нису бодовани за пласман у Светском купу у сезони 1979/80.

## Сатница
| Биатлон | 20 км 8:30 |  |  | 10 км 8:30 |  |  | штафета 9:00 |

## Земље учеснице
Учествовало је 76 биатлонаца из 18 држава, а по први пут учетвовали су биатлонци из Аргентине, Кине и Југославије.
| - Аргентина (4) - Аустрија (5) - Бугарска (2) - Западна Немачка (6) - Источна Немачка (4) - Италија (5) | - Јапан (4) - Југославија (1) - Кина (5) - Норвешка (5) - Сједињене Америчке Државе (6) - Совјетски Савез (4) | - Уједињено Краљевство (4) - Финска (6) - Француска (5) - Чехословачка (4) - Швајцарска (2) - Шведска (4) |

## Освајачи медаља
| Дисциплина                |                                                                                               | Резултат  |                                                                            | Резултат  |                                                                                | Резултат  |
| Спринт 10 км детаљи       | Франк Улрих · Источна Немачка                                                                 | 32.10,7   | Владимир Аликин · Совјетски Савез                                          | 32.53,1   | Анатолиј Аљабјев · Совјетски Савез                                             | 33.09,2   |
| Појединачно 20 км детаљи  | Анатолиј Аљабјев · Совјетски Савез                                                            | 1.08.16,3 | Франк Улрих · Источна Немачка                                              | 1.08.27,8 | Еберхард Реш · Источна Немачка                                                 | 1:11:11.7 |
| Штафета 4 х 7,5 км детаљи | Владимир Аликин · Александар Тихонов · Владимир Баршанов · Анатојиј Аљабјев · Совјетски Савез | 1.38.51,7 | Матијас Јунг · Клаус Зиберт · Франк Улрих · Еберхард Реш · Источна Немачка | 1:39:03.9 | Франц Беррајтер · Ханс Естнер · Петер Ангерер · Герд Винклер · Западна Немачка | 1.39.05,1 |

## Биланс медаља
|    | Земља           |   |   |   |   |
| -- | --------------- | - | - | - | - |
| 1. | Совјетски Савез | 2 | 1 | 1 | 4 |
| 2. | Источна Немачка | 1 | 2 | 1 | 4 |
| 3. | Западна Немачка | 0 | 0 | 1 | 1 |
|    | Укупно (3)      | 3 | 3 | 3 | 9 |

## Биланс медаља 1960—1980.
У табели су приказани сви освајачи медаља у мушкој конкуренцији биатлона на олимпијским играма од првих 1960 до последљих 1980.
|   | Земља           |    |    |    |    |
| 1 | Совјетски Савез | 7  | 3  | 4  | 14 |
| 2 | Норвешка        | 2  | 1  | 1  | 4  |
| 3 | Источна Немачка | 1  | 3  | 3  | 7  |
| 4 | Шведска         | 1  | 0  | 2  | 3  |
| 5 | Финска          | 0  | 4  | 0  | 4  |
| 6 | Западна Немачка | 0  | 0  | 1  | 1  |
|   | Укупно (6)      | 11 | 11 | 11 | 33 |